# Теоретическая лингвистика
Теоретическая лингвистика представляет собой раздел общей лингвистики, занимающийся в основном проблемами лингвистических моделей, поиском языковых универсалий (характеристик или особенностей, в той или иной мере распространяющихся на большие группы языков или на все языки).
Важные разделы теоретической лингвистики:
- фонология исследует функции звуков.
- орфография изучает правила написания слов.
- лексикология изучает словарный состав языков.
- фразеология изучает устойчивые речевые обороты и выражения.
- морфология занимается морфемами и их отношением к синтаксису.
- синтаксис исследует правила образования фраз и предложений.
- семантика занимается смыслом и значением речевых выражений.